# Greatest Hits (Parlophone)
Relançamento na Inglaterra em 1994 do primeiro disco de coletânea das melhores músicas lançado em 1981 pela banda de rock inglesa Queen. A versão Européia não saiu com a canção "Love of my Life". Em seu lugar o disco veio com "Seven Seas of Rhye". Este élbum foi lançado pela Parlophone Records através de um licenciamento pela Hollywood Records, em 1994.

## Faixas
1. Bohemian Rhapsody (Mercury)
2. Another One Bites The Dust (Deacon)
3. Love of my Life (ao vivo) (Mercury)
4. Fat Bottomed Girls (May)
5. Bicycle Race (Mercury)
6. You're My Best Friend (Deacon)
7. Don't Stop Me Now (Mercury)
8. Save Me (May)
9. Crazy Little Thing Called Love (Mercury)
10. Somebody To Love (Mercury)
11. Now I'm Here (May)
12. Good Old-Fashioned Lover Boy (Mercury)
13. Play The Game (Mercury)
14. Killer Queen (Mercury)
15. Flash (May)
16. We Will Rock You (May)
17. We Are the Champions (Mercury)